# Enipeo
Enipeo (in greco antico: Ἐνιπεύς? Enipèus) è un personaggio della mitologia greca. Era il dio fluviale della Tessaglia, di cui s'innamorò Tiro.

## Mitologia
Enipeo era considerato il più bello tra gli dei-fiumi (Potamoi). Poseidone prese le sue sembianze per giacere con Tiro e con lei generò i gemelli Pelia e Neleo.